# Soepjan Abdoellajev
Soepjan Minkailovitsj Abdoellajev (Russisch: Супьян Минкаилович Абдуллаев) (Kazachstan, 8 november 1956) is de huidige vicepresident van de Tsjetsjeense republiek Itsjkerië.
Abdoellajev werd tijdens de ballingschap van de Tsjetsjenen in de Kazachse SSR van de Sovjet-Unie geboren, maar zijn familie is oorspronkelijk afkomstig uit het dorpje Chattoeni in Tsjetsjenië. Hij behoort tot de tejp van Tsadacharoj.
Op 3 maart 2007 werd Abdoellajev tot vicepresident van Itsjkerië benoemd door president Dokoe Oemarov.